# Humières
Humières település Franciaországban, Pas-de-Calais megyében. Lakosainak száma 207 fő (2022. január 1.). Humières Humerœuille, Beauvois, Bermicourt, Éclimeux, Noyelles-lès-Humières, Œuf-en-Ternois, Pierremont és Willeman községekkel határos.

## Népesség
A település népességének változása:
| Lakosok száma | 222  | 231  | 238  | 229  | 224  | 218  | 214  | 210  | 207  |
|               | 2013 | 2015 | 2016 | 2017 | 2018 | 2019 | 2020 | 2021 | 2022 |